# Skíðblaðnir

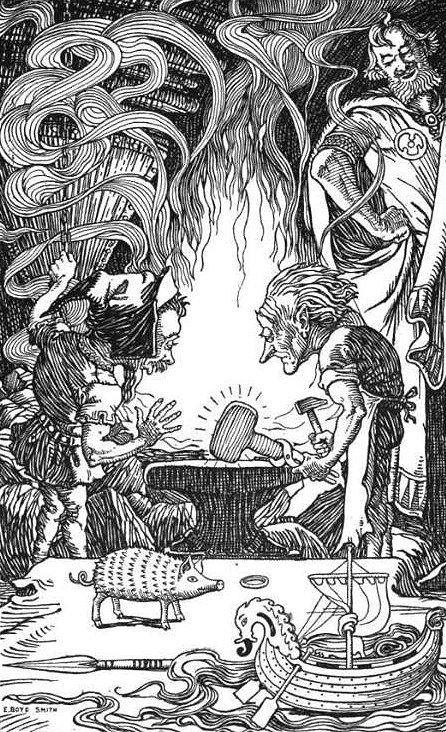
Loki kijkt toe hoe de zonen van Ivaldi de hamer Mjöllnir maken, op de tafel ligt de ring Draupnir, het varken Gullinbursti, het schip Skíðblaðnir, de speer Gungnir en het gouden haar voor Sif, In the Days of Giants: A Book of Norse Tales, 1902

Skíðblaðnir is in de Noordse mythologie een schip dat alle goden kon dragen, maar opvouwbaar was tot het slechts zo klein was dat het in een broekzak paste.
De naam Skíðblaðnir is Oudnoords en betekent "uit dunne houtstukjes samengezet". De uitspraak is ongeveer [ˈskiːðblaðnir]. Een gemoderniseerde vorm van de naam is Skidbladnir.
Het is een geschenk aan de god Freyr, maar behoorde daarvoor aan Loki toe.
Volgens Grímnismál en Gylfaginning werd Skíðblaðnir gebouwd door dwergen, namelijk de zonen van Ivaldi.